# Drottningskär
Drottningskär is een plaats in de gemeente Karlskrona in het landschap Blekinge en de provincie Blekinge län in Zweden. De plaats heeft 328 inwoners (2005) en een oppervlakte van 117 hectare. De plaats ligt op het eiland Aspö.
Aan de zeezijde van de plaats ligt Kasteel Drottningskär. Dit fort werd rond 1680 gebouwd om de vaarweg naar de nieuwe marinebasis in Karlskrona te beschermen. 